# بابلو سيباستيان بورتيلا
بابلو سيباستيان بورتيلا (بالإسبانية: Pablo Sebastián Portela) مواليد 21 يونيو 1980 في بوينس آيرس، هو لاعب كرة يد أرجنتيني يلعب كمحور. مثل منتخب الأرجنتين لكرة اليد. شارك في دورة الألعاب الأولمبية الصيفية سنة 2012. حقق المركز الأول في دورة الألعاب الأمريكية 2011.

## سجل المنافسة
شارك في البطولات التالية:
- بطولة العالم لكرة اليد للرجال 2015
- الألعاب الأولمبية الصيفية 2012
- الألعاب الأولمبية الصيفية 2016

## الميداليات
| الميدالية | المسابقة                    |
| --------- | --------------------------- |
| ذهبية     | دورة الألعاب الأمريكية 2011 |
| فضية      | دورة الألعاب الأمريكية 2015 |

## روابط خارجية
- بابلو سيباستيان بورتيلا على موقع أوليمبيديا (الإنجليزية)
- بابلو سيباستيان بورتيلا على موقع اللجنة الأولمبية الأرجنتينية (الإسبانية)